# Suica
Suica — система для оплаты проезда на общественном транспорте (электричках, метро, автобусах). Запущена в пользование 18 ноября 2001 в Японии. До запуска системы PASMO в марте 2007, Suica можно было использовать только на линиях Japan Railways.
Технология основана на RFID чипе, помещенном в карточке. Поэтому для оплаты проезда достаточно просто приложить бумажник с карточкой к считывателю.
Пополнение карточки осуществляется на станциях в автоматах по продажам билетов или автоматически, с помощью кредитной карточки.